# Trickster (músico)
Trickster (nombre real: Juergen Pichler) es un músico austriaco que vive en el Reino Unido, conocido por su estilo musical ecléctico.

## Carrera musical
Trickster debutó en noviembre de 2022 con el sencillo Thank Fuck It's Christmas, en el que interpretó junto a la Royal Philharmonic Orchestra una canción no segura para el trabajo llena de palabrotas que refleja las tensiones y el estrés de ese año. La letra fue escrita por Guy Chambers (compositor y productor de Robbie Williams), en colaboración con el comediante Steve Furst y Trickster. Descrita como "la única canción navideña que podría haber salido en 2022", su letra apuntaba a factores problemáticos de ese año, como la actividad del gobierno del Reino Unido, la crisis del costo de vida, las pandemias y los intentos de los ultrarricos de mudarse a Marte.
También se lanzó una versión limpia titulada Praise Be It’s Christmas y sus dos vídeos se volvieron virales, con millones de vistas en YouTube. Uno de estos vídeos musicales fue dirigido por Phil Griffin (conocido por su colaboración con Amy Winehouse, Diana Ross, Paul McCartney) y el otro, filmado en los Alpes suizos, fue dirigido por Norbert Blecha (Réquiem por Dominic, Wolfsliebe).
Trickster donó el dinero recaudado con ambas canciones a organizaciones que luchan por el bienestar infantil y contra el hambre. Bajo el lema "el cambio real no es una broma" ("real change is no joke"), Trickster y su equipo distribuyeron productos alimenticios a varios bancos de alimentos del Reino Unido (South-West Belfast Foodbank, en una de las zonas más desfavorecidas, recibió un importante impulso a través de esta campaña). El cantante explicó la atención específica a detalles como el valor nutricional de los alimentos por sus propias experiencias infantiles con inseguridad alimentaria.
En estos videos musicales, la verdadera identidad de Trickster estaba oculta por la animación, lo que generó especulaciones sobre quién podría ser. Algunos se preguntaron si es el coguionista de letras Steve Furst o alguna celebridad con la que Guy Chambers haya trabajado anteriormente o algún ex famoso con una cuenta pendiente.
En mayo de 2023, Trickster lanzó el sencillo Still Kicking, inspirado por un accidente automovilístico al que sobrevivió en 2017 en el sur de Francia, con una musicalidad descrita como inspirada en el rock alternativo de finales de los 90, la americana y los paisajes sonoros cinematográficos. El sencillo fue producido por Guy Chambers, Richard Flack y Trickster. El vídeo musical presenta al cantante sin ninguna animación para ocultar su rostro y, junto con la historia detrás de la canción, apareció más información en la prensa mencionando que es un austriaco que reside en el Reino Unido.
En noviembre de 2023, Trickster lanzó "Silent Night" vs "Santa Claus Is Coming To Town", una mezcla de los dos clásicos navideños con el grupo vocal The Swingle Singers. En esta ocasión, la prensa también mencionó el nombre real del cantante, Juergen Pichler (propietario de la marca Trickster). Ya era conocido como productor de varias bandas y músicos (como el grupo austriaco Hunger) y como compositor (como Olé Hola de Patrick Lindner). También apoyó iniciativas de caridad, como "Stoppt die Welpenmafia" en Austria.
El 23 de abril de 2024 (día de San Jorge), Trickster lanzó su versión del himno nacional del Reino Unido God Save the King, grabada junto con la Royal Philharmonic Orchestra en Abbey Road Studios. Mencionó que quería crear esta versión para expresar su amor por el Reino Unido. La pista fue la primera grabada para el rey Carlos por un extranjero. En la fase de producción, al regresar de Portugal como copiloto de un helicóptero, tuvo que realizar un aterrizaje de emergencia en Nigrán, por dificultades técnicas.
En mayo de 2024, Trickster anunció en Cannes el proyecto de una película de suspenso y aventuras llamada Travel Agents (productor: Norbert Blecha), basada aproximadamente en la historia de su vida, con un presupuesto de £85 millones. Trickster actuará como productor ejecutivo y protagonizará él mismo la película. Además colabora con Guy Chambers en la creación de la banda sonora de la película. Inicialmente, un papel importante en la película fue confiado a Gérard Depardieu, lo que habría significado su regreso después de una pausa de tres años (determinada por su arresto tras acusaciones de agresión sexual). Sin embargo, ante la polémica que pronto generó este casting, los productores reconsideraron su decisión y retiraron esta elección.

## Discografía
- Thank Fuck It's Christmas (Sencillo, 2022)
- Still Kicking (Sencillo, 2023)
- "Silent Night" vs "Santa Claus Is Coming To Town" (Sencillo, 2023)
- Be Careful What You Wish For (Sencillo, 2024)
- God Save the King (Sencillo, 2024)